# Miriam Engelberg
Pour les articles homonymes, voir Engelberg (homonymie).
Miriam Engelberg  (7 janvier 1958 - 17 octobre 2006) était une auteur américaine de bande dessinée, ayant écrit le journal autobiographique Comment le cancer m'a fait aimer la télé et les mots croisés (Cancer Made Me a Shallower Person).
Dans ce journal en bande dessinée, Miriam Engelberg dépeint avec humour son quotidien de malade atteinte du cancer du sein.
Miriam Engelberg est décédée le 17 octobre 2006, après que des métastases ont atteint son cerveau.

## Œuvres
- Miriam Engelberg (trad. de l'anglais), Comment le cancer m'a fait aimer la télé et les mots croisés journal autobiographique en bande dessinée, Paris, Delcourt, 2006, 123 p. (ISBN 978-2-7560-0748-9)

## Liens
- site officiel de Miriam Engelberg
- blog de Miriam Engelberg
- article sur Miriam Engelberg